# Эндерс-Стивенс, Эрика Ли
Эрика Ли Эндерс-Стивенс англ. Erica Lee Enders-Stevens (родилась 8 октября 1983, Хьюстон, штат Техас) — американская гонщица серии NHRA Mello Yello Drag Racing Series Pro Stock.

## Карьера
Эндерс-Стивенс начала участвовать в гонках в 1992 в возрасте 8 лет. Оригинал её юниорского драгстера Enders Racing выставлен в музее Wally Parks NHRA Motorsports Museum.
В 1993 Эндерс-Стивенс победила в 4-м дивизионе юниорского чемпионата драгстеров в классе спортсменов от 8 до 9 лет, а в 1995 ей было присвоено звание гонщика года на драгстерах среди юниоров. За восемь лет соревнований в категории юниор она одержала 37 побед.
В 2000 году в возрасте 16 лет она впервые вышла в финал национальных соревнований (Хьюстон) и стала самой молодой финалисткой соревнований под эгидой NHRA. За это достижение ей было присвоено звание лучшего новичка года по версии NHRA.
В 2004 году Эндерс-Стивенс стала 35-й женщиной-гонщиком в истории серии NHRA победившей в соревнованиях национального уровня в классе Super Gas в Хьюстоне. В 2005 году она стала первой женщиной участвовавшей в соревнованиях категории Pro Stock под эгидой NHRA с 1993 года и стала первой женщиной в истории серии NHRA квалифицировавшейся в верхней половине протокола серии Pro Stock и первой женщиной дошедшей до финального этапа в серии Pro Stock (в Чикаго). В 2005 году Эндерс Стивенс завоевала больше побед по этапам, чем все женщины-гонщики серии Pro Stock NHRA вместе взятые и стала финалистом в номинации "Дорога в будущее" среди лучших новичков сезона.
В 2006 году Эндерс-Стивенс стала первой женщиной, которая квалифицировалась на первом месте в Pro Stock (г.Топека) и в том же году стала второй на соревнованиях the Gatornationals в Гейнсвилле во Флориде.

## Личная жизнь
Эндерс-Стивенс приходится старшей сестрой Кортни Эндерс, которая так же была гонщиком-юниором на драгстерах. Они вместе ходили в школу Cypress Springs. После того как она победила в её первых соревнованиях серии Pro Stock национального уровня, её парень сделал ей предложение. Они поженились 7 декабря 2012 года.

## В кино
В 2003 году канал Disney Channel снял телевизионный фильм «Звёздная трасса», основанный на событиях из жизни Эндерс-Стивенс и её сестры.